# Niziołki-Dobki
Niziołki-Dobki – wieś w Polsce położona w województwie podlaskim, w powiecie wysokomazowieckim, w gminie Kulesze Kościelne.
W latach 1975–1998 miejscowość administracyjnie należała do województwa łomżyńskiego.
Wierni kościoła rzymskokatolickiego należą do parafii św. Bartłomieja Apostoła w Kuleszach Kościelnych.

## Historia
Na mapie województwa podlaskiego z roku 1795 wykazano nazwę Kulesze Niesiołki Dobki. Dobek to staropolskie imię. Zapewne tak nazywał się pierwszy osadnik.
W roku 1827 Niziołki-Dobki liczyły 10 domów i 62 mieszkańców
.
W 1888 r. Słownik geograficzny Królestwa Polskiego i innych krajów słowiańskich informuje: mieszka tu drobna szlachta. Wieś w powiecie mazowieckim, gmina Chojany parafia Kulesze. Kilka lat później istniało tu 8 drobnoszlacheckich gospodarstw na 78 ha gruntów. Średnie gospodarstwo miało obszar prawie 10 ha.
W roku 1921 miejscowość należała do gminy Wysokie Mazowieckie, liczyła 14 domów i 80 mieszkańców. 